# Viola Leuchter
Viola Leuchter (Aken, 15 juni 2004) is een Duits handbalster die als verdedigster uitkomt voor HB Ludwigsburg.

## Biografie

### Clubcarrière
Leuchter begon met handballen bij de lokale handbalclub TV Weiden. Hierna kwam ze uit voor BTB Aachen, waarna ze in 2019 verkaste naar TSV Bayer 04 Leverkusen. Hier speelde ze aanvankelijk in het A-Jeugdteam in de A-junioren Bundesliga. Ook kwam ze voor het tweede damesteam uit in de derde divisie. Met het A-jeugdteam werd ze tweede van Duitsland in 2021. Op 24 oktober 2021 maakte Leuchter haar debuut in de Bundesliga in een thuiswedstrijd tegen Buxtehuder SV. In het seizoen 2021/22 kwam ze tot 47 doelpunten in de Bundesliga. Met het A-jeugdteam werd ze Duits A-jeugdkampioen. In de finale tegen HSG Blomberg-Lippe was ze topscoorster met tien doelpunten. In de zomer van 2024 maakte Leuchter de overstap naar competitegenoot HB Ludwigsburg.

### Interlandcarrière
In maart 2019 werd Leuchter voor het eerst opgeroepen voor een Duits nationale jeugdteam. Met Duitsland -17 won ze een zilveren medaille op het EK -17 in 2021. Ze was topscoorter van dat toernooi met 55 doelpunten en maakte onderdeel uit van het All-Star team. Op het WK -18 het jaar erop maakte Leuchter 42 doelpunten waarmee ze haar land hielp aan een tiende plaats. In het voorjaar van 2023 werd Leuchter voor het eerst geselecteerd voor een trainingskamp bij het Duitse handbalteam. Op 2 maart 2023 maakte ze haar debuut voor de nationale selectie in een wedstrijd tegen Hongarije waarin ze tweemaal tot scoren kwam. Leuchters eerste eindtoernooi met Duitsland was het WK 2023, waarin ze met haar land op de zesde plaats eindigde. Ze maakte 25 doelpunten op dit eindtoernooi en werd na afloop uitgeroepen tot beste jonge speelster van het toernooi. In 2024 nam Leuchter met Duitsland deel aan de Olympische Spelen in Parijs. Hetzelfde jaar werd ze geselecteerd voor de Duitse selectie van het EK handbal 2024 in Zwitserland, Oostenrijk en Hongarije.